# Aeroporto Internazionale di Chuuk
L'Aeroporto internazionale di Chuuk (Chuuk International Airport) (IATA: TKK, ICAO: PTKK) è un aeroporto della Micronesia situato nello Stato di Chuuk.